# 艾伦·惠蒂
艾伦·惠蒂（英語：Allen Whitty，1867年5月5日—1949年7月22日），英国男子射击运动员。他曾代表英国参加1924年夏季奥林匹克运动会射击比赛，获得男子团体100米移动靶双次射击金牌。